# Empidonax occidentalis
El mosquero cordillerano (Empidonax occidentalis), también denominado mosquerito barranqueño, mosquero barranqueño, mosqueta barranqueña o papamoscas amarillo barranqueño, es una especie de ave paseriforme de la familia Tyrannidae, perteneciente al numeroso género Empidonax. Es un ave parcialmente migratoria que anida en el interior del oeste de Canadá y Estados Unidos y en México, donde es residente permanente en la mayor parte del territorio.

## Distribución y hábitat
Las poblaciones que anidan en Canadá (sureste de Columbia Británica y suroeste de Alberta) y Estados Unidos (desde el oeste de Washington, Idaho y oeste de Montana hasta Nuevo México y Arizona) y partes del norte de México, invernan en México, donde las aves del centro sur mexicano son residentes. Las aves migratorias se establecen en la costa del Pacífico desde Sonora hacia el sur hasta Oaxaca, y luego a las regiones del interior, en un corredor en el flanco occidental de la Sierra Madre Occidental.
Los hábitats de reproducción de esta especie son más fríos y áridos que sus congéneres, compuestos de bosques más densos de pinos, y abetos (Abies y Picea sp.), invariablemente asociados con cursos de agua y claros en el bosque. En altitudes entre 1000 y 3500 m.

## Descripción
Las aves adultas tienen dorso oliva gris, más oscuro en las alas y la cola, con el vientre amarillento; tienen un anillo ocular blanco visible en forma de lágrima, barras blancas en las alas, y una cola corta. Muchas especies de este género tienen el aspecto similar. La mejor manera de distinguirlas es por sus vocalizaciones y por su hábitat de cría. La apariencia del mosquero cordillerano es prácticamente idéntica a la del mosquero del Pacífico (Empidonax difficilis). Estas dos especies fueron anteriormente  consideradas como una sola especie conocida como mosquero occidental. El mosquero del Pacífico se reproduce en los bosques de la costa del Pacífico desde California hasta Alaska, el mosquero cordillerano anida en las Montañas Rocosas. Se diferencian también por sus cantos y llamadas.

## Comportamiento

### Alimentación
Suele esperar en una posición abierta en una rama o arbusto de un árbol y se lanza para atrapar insectos en vuelo. También recoge los insectos del follaje.

### Reproducción
Construyen el nido entre las ramas de un árbol, por lo general en una rama horizontal en la parte baja. Las hembras ponen de dos a cinco huevos.

### Vocalización
Su canto incluye notas representado como «psit», «ptsick» y «sit», generalmente cantado junto rápidamente. El «ptsick» o la nota «ptik» tiene la primera sílaba más afinada que la segunda, y eso es la única diferencia con la canción del mosquero cordillerano. La llamada del macho es un fuerte y distintivo «pit pete» o «tse-sit», pero algunos dan un «tswip» creciente, o un «tsiwip» arrastrado, al igual que las llamadas del mosquero del Pacífico.

## Sistemática

### Descripción original
La especie E. occidentalis fue descrita por primera vez por el ornitólogo estadounidense Edward William Nelson en 1897 bajo el nombre científico de subespecie Empidonax bairdi occidentalis; su localidad tipo es: «Pluma, Oaxaca, México».

### Etimología
El nombre genérico masculino «Empidonax» se compone de las palabras del griego «empis, empidos» que significa ‘mosquito’, ‘jején’, y «anax, anaktos» que significa ‘señor’; y el nombre de la especie «occidentalis», en latín significa ‘occidental’.

### Taxonomía
La presente especie y Empidonax difficilis fueron considerados conespecíficos hasta 1989 pero fueron separados como especies plenas con base en diferencias vocales, morfológicas y análisis de las alozimas.
Las subespecies descritas E. occidentalis bateli Moore, 1940,  E. occidentalis immemoratus Moore, 1940, E. occidentalis annectens Phillips, 1966 y E. occidentalis infelix Phillips, 1966 se consideran sinónimos de la nominal; y E. occidentalis immodulatus Moore, 1940 es inseparable de hellmayri.

### Subespecies
Según las clasificaciones del Congreso Ornitológico Internacional (IOC) y Clements Checklist/eBird se reconocen dos subespecies, con su correspondiente distribución geográfica:
- Empidonax occidentalis hellmayri Brodkorb, 1935 – interior occidental de América del Norte desde el sur de Canadá (centro oeste de Alberta, región norte de las Montañas Rocosas) y Estados Unidos (al sur hasta el noreste de California, sur de Nevada, centro y surete de Arizona, sureoste de Texas) al sur hasta el norte de México (Sierra Madre Occidental de Sonora y Chihuahua, y  norte de Coahuila); en los inviernos a México all sur hasta el centro de Oaxaca.
- Empidonax occidentalis occidentalis Nelson, 1897 – tierras altas de México, desde Durango, sureste de Sinaloa, sureste de Coahuila y Nuevo León al sur hasta Guerrero, centro sur de Oaxaca y oeste de Veracruz.